# Deborah Knox
Deborah (Debbie) Knox MBE (* 28. September 1968 in Dunfermline) ist eine ehemalige schottische Curlerin. Zuletzt spielte sie auf der Position des Second.
Knox war Teil des Gold-Teams der Britischen Olympiamannschaft um Skip Rhona Martin in Salt Lake City 2002.
Für ihren Sieg wurde Knox 2002 zum Member of Order of the British Empire ernannt.